# Chief Minister von Jersey
Der Chief Minister von Jersey (französisch Premier Ministre de Jersey) ist der Regierungschef Jerseys und steht damit der nationalen Regierung vor. Er wird turnusgemäß alle vier Jahre vom States of Jersey, dem Parlament der autonomen Inselgruppe, gewählt.

## Bisherige Chief Minister
| # | Bild            | Name           | Amtszeit          | Amtszeit          | Partei | Partei       | Anmerkung |
| # | Bild            | Name           | Beginn            | Ende              | Partei | Partei       | Anmerkung |
| - | --------------- | -------------- | ----------------- | ----------------- | ------ | ------------ | --- |
| 1 |                 | Frank Walker   | 8. Dezember 2005  | 12. Dezember 2008 |        | Unabhängiger | Erster Chief Minister of Jersey. |
| 2 |                 | Terry Le Sueur | 12. Dezember 2008 | 18. November 2011 |        | Unabhängiger | |
| 3 |                 | Ian Gorst      | 18. November 2011 | 4. Juni 2018      |        | Unabhängiger | 2014 wiedergewählt, nachdem sich kein Gegenkandidat aufstellte. |
| 4 |                 | John Le Fondré | 4. Juni 2018      | 12. Juli 2022     |        | Unabhängiger | Am 4. Juni 2018 konnte sich Le Fondré bei der Wahl zum Chief Minister von Jersey mit 30 zu 19 Stimmen gegen den Amtsinhaber Gorst durchsetzen. Im Juli 2021 trat Le Frondré der neu gegründeten Partei Jersey Alliance bei. |
| 4 | Jersey Alliance | John Le Fondré | 4. Juni 2018      | 12. Juli 2022     |        |              | Am 4. Juni 2018 konnte sich Le Fondré bei der Wahl zum Chief Minister von Jersey mit 30 zu 19 Stimmen gegen den Amtsinhaber Gorst durchsetzen. Im Juli 2021 trat Le Frondré der neu gegründeten Partei Jersey Alliance bei. |
| 5 |                 | Kristina Moore | 12. Juli 2022     | 30. Januar 2024   |        | Better Way 1 | |
| 6 |                 | Lyndon Farnham | 30. Januar 2024   | amtierend         |        | Unabhängiger | |